# 乌韦·坎普斯
乌韦·坎普斯（德語：Uwe Kamps，1964年6月12日—），德国男子足球运动员，司职守门员。他曾代表西德国奥队参加1988年夏季奥林匹克运动会足球比赛，获得一枚铜牌。